# Transamerica Tower
Der Transamerica Tower, früher Legg Mason Building, ist ein Wolkenkratzer in Baltimore im US-Bundesstaat Maryland. Er ist 161 Meter hoch und zählt 40 Stockwerke. Er wurde im Jahre 1973 fertiggestellt und ist seitdem das höchste Gebäude in Baltimore und Maryland (Höhe bis zum Dach).
Nachdem er zuvor der Legg Mason, Inc. diente, wurde er im Jahre 2011 in Transamerica Tower umbenannt, seit die Transamerica Corporation das Gebäude nutzt.
Seither befindet sich das Hauptquartier von Legg Mason, Inc. im neuen Legg Mason Tower, welcher 2009 fertiggestellt wurde und sich ebenfalls in Baltimore befindet. Im Jahre 2010 wurde der ehemalige Legg Mason-Schriftzug entfernt.